# Salezjański Ośrodek Misyjny
Salezjański Ośrodek Misyjny (SOM) – instytucja z siedzibą w Warszawie prowadzona przez salezjanów na rzecz misji w najbiedniejszych krajach świata. Wspiera działania, mające na celu pomoc misjonarzom, misjonarkom i wolontariuszom salezjańskim (uczestnikom Międzynarodowego Wolontariatu Don Bosco), pracującym na pięciu kontynentach. Organizacja ma charakter ogólnopolski i koordynuje działalność misyjną polskich Inspektorii Salezjanów Księdza Bosko. Ośrodek reprezentuje misje salezjańskie wobec władz kościelnych i państwowych.

## Misja
Motto Salezjańskiego Ośrodka Misyjnego zawiera się w słowach wypowiedzianych przez Jezusa: Idźcie na cały świat i głoście Ewangelię (Mk 16, 15).
Działalność SOM wpisuje się bezpośrednio w misyjne posłannictwo Kościoła Powszechnego, którego celem jest głoszenie Ewangelii mieszkańcom najbiedniejszych krajów świata. SOM współpracuje na polu misyjnym z Rodziną Salezjańską na całym świecie. Realizuje swoją misję poprzez duchowe i materialne wsparcie misjonarzy i misjonarek salezjańskich pochodzenia polskiego oraz innych narodowości, świeckich wolontariuszy, a także, w wyjątkowych sytuacjach, misjonarzy i misjonarek z innych zgromadzeń zakonnych.

## Działalność
SOM realizuje swoją misję poprzez:
- modlitwę[5],
- animację misyjną[6],
- Międzynarodowy Wolontariat Don Bosco[7],
- projekty misyjne[8],
- program „Adopcji na odległość"[9],
- kampanię informacyjno-edukacyjną[10][11][12].

Instytucja prowadzi również sklepik misyjny. Oprócz działalności na rzecz misji SOM jest równocześnie domem dla misjonarzy i misjonarek, będących na urlopie w kraju.

## Historia
Salezjański Ośrodek Misyjny w Warszawie jest prokurą misyjną krajową. Powstał we wrześniu 1981 roku jako odpowiedź polskich prowincji salezjańskich na projekt „Afryka” związany z wysłaniem pierwszej grupy polskich misjonarzy salezjańskich do Zambii. Początkowo Ośrodek działał w Łodzi.
Z dniem 4 czerwca 1991 roku przełożony generalny Towarzystwa św. Franciszka Salezego (skrót: SDB), ks. Egidio Viganò, erygował kanonicznie dom zakonny p.w. św. Jana Bosko w Warszawie przy ul. Korowodu 20. Budowniczym i pierwszym administratorem ośrodka był ks. Władysław Ciszewski. Przy SOM erygowano kanonicznie wspólnotę zakonną salezjanów, a także odrębną wspólnotę sióstr salezjanek (pełna nazwa: Zgromadzenie Córek Maryi Wspomożycielki, skrót: FMA lub CMW), które współpracują z salezjanami na rzecz misji.

### Dyrektorzy Salezjańskiego Ośrodka Misyjnego[1]
- ks. Bronisław Kant – pełnił funkcję dyrektora przez 19 lat (1981-2000),
- ks. Stanisław Rafałko – dyrektor w latach 2000-2009,
- ks. Roman Wortolec – dyrektor w latach 2009-2015,
- ks. Maciej Makuła – dyrektor w latach 2015-2016,
- ks. Jacek Zdzieborski – jest dyrektorem od sierpnia 2016.

### Współpraca[14]
Na poziomie światowym Salezjański Ośrodek Misyjny współpracuje ściśle z:
- Radą Generalną Zgromadzenia Salezjańskiego, a szczególnie z Radcą ds. Misji, Ekonomem Generalnym i Radcą Regionalnym,
- dyrektorami Salezjańskich Prokur Misyjnych,
- inspektorami Towarzystwa Salezjańskiego (SDB) i Zgromadzenia Córek Maryi Wspomożycielki (FMA/CMW),
- misjonarzami Towarzystwa Salezjańskiego (SDB) i misjonarkami Zgromadzenia Córek Maryi Wspomożycielki (FMA/CMW).

Na poziomie krajowym Salezjański Ośrodek Misyjny współpracuje z:
- inspektorami Towarzystwa Salezjańskiego (SDB) i Zgromadzenia Córek Maryi Wspomożycielki (FMA/CMW),
- Ośrodkiem Młodzieżowo-Powołaniowym „EMAUS”,
- wspólnotami salezjańskimi (cztery Inspektoria Towarzystwa Salezjańskiego i dwa Inspektoria Zgromadzenia Córek Maryi Wspomożycielki).